# IFK Kalix
Der IFK Kalix ist ein schwedischer Fußballverein im Ort Kalix in der Provinz Norrbottens län. Die Mannschaft spielte in den 1960er-Jahren zwei Spielzeiten in der zweiten Liga.

## Geschichte
Der IFK Kalix spielte anfangs nur unterklassig. 1953 gelang erstmals der Aufstieg in die Division 3 Norra Norrland, in der die Mannschaft gegen den Wiederabstieg spielte. 1957 verpasste sie als Tabellenletzter den Klassenerhalt, schaffte aber den direkten Wiederaufstieg. Dieses Mal spielte der Aufsteiger im vorderen Bereich mit und erreichte 1960 als Staffelsieger den Aufstieg zur zweitklassigen Division 2 Norrland. Nach zwei Spielzeiten musste der Klub als Tabellenvorletzter gemeinsam mit Bodens BK und Skellefteå IF wieder absteigen.
Nach dem Abstieg etablierte sich der IFK Kalix zunächst im vorderen Bereich der dritten Liga. 1965 verpasste die Mannschaft jedoch auch hier den Klassenerhalt und stieg erneut in die Viertklassigkeit ab. Hinter Gällivare SK belegte sie dort den zweiten Platz, ehe 1967 der Wiederaufstieg gelang. Der Klub konnte sich nicht langfristig in der dritten Liga etablieren und stieg 1970 erneut ab. In den folgenden Jahren belegte die Mannschaft regelmäßig den zweiten Platz ihrer Viertligastaffel und stieg 1975 als Staffelsieger abermals in die Drittklassigkeit auf. Dieses Mal hielt sich die Mannschaft längere Zeit auf dem Liganiveau. 1986 gelang die Drittligameisterschaft, in den Aufstiegsspielen scheiterte der Verein nach einem 1:1-Unentschieden und einer 0:2-Niederlage am IFK Mora. Zwei Jahre später gelang nur noch ein Saisonsieg, so dass die Mannschaft als Tabellenletzte absteigen musste. Im folgenden jahr belegte sie auch in der vierten Liga einen Abstiegsplatz, so dass sie sich vom höherklassigen Fußball verabschiedete. 1990 spaltete sich die bis dato betriebene Bandy-Abteilung vom Klub ab und ging im Kalix-Nyborg BK auf.
1993 kehrte der IFK Kalix in die mittlerweile viertklassige Division 3 Norra Norrland zurück, wo sich die Mannschaft im hinteren Bereich etablierte. 1998 gelang die Vizemeisterschaft, in der anschließenden Aufstiegsrunde scheiterte sie in der ersten Runde. Als Tabellenletzter zwei Jahre später stieg sie wieder in die fünfte Liga ab. Dort etablierte sich die Mannschaft im Mittelfeld, ehe sie 2005 einer Ligareform zum Opfer fiel und in die sechstklassige Division IV Norrbotten Norra eingegliedert wurde. Dort zog sie in den folgenden Jahren regelmäßig die Aufstiegsrunde ein, verpasste jedoch die Rückkehr in die fünfte Liga.